# 青井家
青井家（あおいけ）は、日本の氏族。熊本県人吉市鎮座の青井阿蘇神社の社家。本姓大神氏（おおがし）を称するので大神青井氏とも呼ばれる。

## 概要
青井阿蘇神社は大同元年（806年）に肥後国阿蘇郡の阿蘇神社の神主尾方惟基（大神惟基）が阿蘇神社の分霊を球磨郡青井郷へ分祀したものと伝えるが、その惟基を家祖とする。代々青井阿蘇神社の大宮司職を襲い、その起源は同神社創祀の翌大同2年9月13日に惟基が同神社の大宮司に補任されたことによるという。
延文年中（14世紀中半）に第27代前清が球磨郡の領主藤原定頼の五男・頼範を女婿に迎えて家を継がせ、永禄10年（1567年）に第46代惟元が神祇管領長上吉田家へ入門、慶長2年（1597年）に青井阿蘇神社が球磨郡内全神社の総社と定められてからは近世を通じて人吉藩内の神職の元締めともされた。
第47代の惟延が慶長15年に吉田家の神道伝授を受けて初めて同家から官位を授けられ、第50代惟治も明暦4年（1658年）に上洛して吉田兼連から神道の秘法と正六位下信濃守を受領、以降代々正六位下を受領する例となった。また惟治は寛文5年（1665年）にも上洛して吉田家から唯一神道の大護摩と諸加持行法等の奥義を授かったが、帰国の後にそれまで仏像であった青井阿蘇神社の神体を改替するなど、両部習合であった同神社を唯一神道へと改めた。
大正14年（1925年）に第60代の淑人が没することで断絶した。
なお氏名（うじな）は、相良長毎が文禄元年（1592年）に朝鮮へ出兵（文禄の役）するに際して惟延（47代）が長毎の武運長久の祈祷を行った縁で長毎から犬童の家名を授かって改姓したが、次の範重の代の寛永18年（1641年）、藩主頼寛の命により旧に復している。

## 青井惟董
青井 惟董（あおい これただ、寛文2年（1662年） - 享保9年（1724年））は第51代青井阿蘇神社大宮司。惟治の嫡子として生まれ、天和元年（1681年）20歳の時に惟治が没したために大宮司職を継ぎ采女佐を受領。元禄12年（1699年）、藩主頼喬の命を受けて『麻郡神社記』（まぐんじんじゃき）を著した。
『麻郡神社記』
惟董が球磨郡内250余社の全神社を調査考証したもの。全5巻。熊本県内の神社を対象とする研究では熊本藩の地誌である北島雪山の『国郡一統志』（寛文9年）や森本一瑞の『肥後国誌』（明和9年（1772年））が大いに参考とされるが、『麻郡神社記』は前両書に人吉藩内であった球磨郡が含まれていないために、また郡内全神社を網羅して内容も正確なものであるために、貴重な資料とされている。